# 디제스터 (1996년 영화)
《디제스터》(영어: Flirting with Disaster)는 1996년 개봉한 미국의 블랙 코미디 영화이다. 데이비드 O. 러셀이 연출과 각본을 맡았다. 벤 스틸러가 아버지가 된 후 본인 친부모를 찾아나서는 주인공을 연기했다. 그 외에 퍼트리샤 아켓, 테이아 레이오니, 앨런 알다, 메리 타일러 무어, 조지 시걸, 릴리 톰린, 리처드 젱킨스 등이 출연하였다. 1996년 제49회 칸 영화제에서 비경쟁작으로 특별 상영되었다.

## 줄거리
신경증적인 유대계 양부모 밑에서 자란 멜은 얼마 전 아내 낸시와의 사이에서 첫 아이를 보았다. 그러나 멜은 친부모에 대해 알게 될 때까지는 아이 이름을 짓지 않기로 다짐하였다. 마침 입양기관 직원 티나가 데이터베이스에서 친모 이름을 찾았다는 소식을 전해주면서 친부모를 만나기 위한 좌충우돌 여정이 시작된다.

## 출연
- 벤 스틸러 - 멜 코플린 역
- 퍼트리샤 아켓 - 낸시, 멜의 아내 역
- 테이아 레이오니 - 티나 캘브, 입양알선기관 직원 역
- 앨런 알다 - 리처드 슐릭팅, 멜의 친부, LSD 제조·유포자 역
- 릴리 톰린 - 메리 슐릭팅, 멜의 친모, LSD 제조·유포자 역
- 메리 타일러 무어 - 펄 코플린, 멜의 입양모 역
- 조지 시걸 - 에드 코플린, 멜의 입양부 역
- 조시 브롤린 - 토니, ATF 요원, 낸시의 고등학교 동창생, 바이섹슈얼 역
- 리처드 젱킨스 - 폴, 토니와 교제 중인 ATF 요원, 게이 역
- 데이비드 패트릭 켈리 - 프리츠 부드로, 멜의 친부 추정자, 화물트럭 운전수 역
- 실리아 웨스턴 - 밸러리 스와이니, 아메리카 연합국 조상을 둔 스칸디나비아계 친모 추정자 역